# Dieter Herzog
Dieter Herzog (Oberhausen, 15 de julho de 1946) é um ex-futebolista alemão que atuava como meia.

## Carreira
Dieter Herzog fez parte do elenco campeão da Seleção Alemã de Futebol, na Copa do Mundo de 1974. 

## Títulos
- Copa do Mundo de 1974